# Jovan Branovački
Jovan Branovački, srbski general, * 1754, † 1816.
Bil je poveljnik srbskih prostovoljcev, ki so se borili pod Avstrijci.
1. 1 2  Dr. Constant v. Wurzbach Branowaczky, Johann von // Biographisches Lexikon des Kaiserthums Oesterreich: enthaltend die Lebensskizzen der denkwürdigen Personen, welche seit 1750 in den österreichischen Kronländern geboren wurden oder darin gelebt und gewirkt haben — Wien: 1856. — Vol. 2. — S. 116.